# Kadłubiszcza
Kadłubiszcza (biał. Кадлубішча; ros. Кадлубище, Kadłubiszcze) – wieś na Białorusi, w obwodzie witebskim, w rejonie dokszyckim, w sielsowiecie Berezyna. W 2009 roku liczyła 13 mieszkańców.